# Raman Research Institute
El Instituto de Investigación Raman (RRI) es un instituto de investigación científica situado en Bengaluru, India. Fue fundado por el premio Nobel Sir C. V. Raman en 1948. Aunque comenzó siendo un instituto privado propiedad de C. V. Raman, se convirtió en instituto autónomo en 1972, recibiendo fondos del Departamento de Ciencia y Tecnología del Gobierno de la India.

## Historia

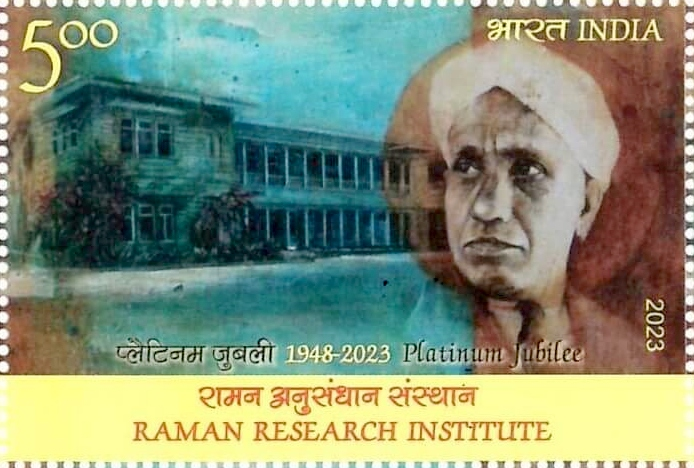
2023 sello de la India, en el que aparece C. V. Raman y dedicado al 75 aniversario del instituto.

Antes de que Raman se planteara fundar un instituto de investigación, se había dirigido al antiguo Maharajá del Mysore en busca de terrenos para construir oficinas y locales de conferencias para la Academia de Ciencias de la India (IAS). El Maharajá accedió a la petición de Raman y en 1934 se adjudicó a la Academia de Ciencias de la India un terreno de 4 hectáreas en el suburbio de Malleshwaram de Bengalore. Sin embargo, la Academia (dirigida entonces por Raman) no hizo uso del terreno durante siete años. Según los términos del acuerdo con el Maharajá, el gobierno de Mysore podría dar otro uso a los terrenos si seguían sin utilizarse a finales de 1941.
Raman, como Presidente de la IAS, celebró una reunión extraordinaria de la academia en 1941 y propuso que se construyera en el terreno un instituto de investigación (que llevaría su nombre). La propuesta fue aprobada y se colocó una primera piedra en el suelo, lo que significaba que el terreno ya estaba en uso. Sin embargo, el instituto no se inauguró hasta 1948. Raman había planeado el instituto mucho antes de jubilarse como jefe del Departamento de Física del Instituto Indio de Ciencias. Su idea había sido trasladarse directamente a su recién fundado instituto cuando se jubilara del IISc. Esto ocurrió en 1948 - Así, el Instituto de Investigación Raman comenzó bajo el paraguas de la Academia India de Ciencias, y ambos bajo el liderazgo de Raman.
Raman odiaba escribir informes de proyectos o tener que presentar informes periódicos a los financiadores. Por este motivo, Raman se negaba a aceptar fondos del gobierno indio y de otras fuentes. «Tenía la firme convicción de que la ciencia no podía hacerse así», afirma el profesor N. V Madhusudana, Decano de Investigación del RRI y científico especializado en cristal líquido. Como premio Nobel, Raman gozaba de un gran respeto en la vida pública india y pudo recaudar fondos para el instituto mediante donaciones privadas y colectas sin la participación del Estado. Raman no se avergonzaba de recaudar fondos: «Nuestros más grandes hombres fueron mendigos: Buda, Sankara y Mahatma Gandhi». Raman también consideró insuficiente el escrutinio que el Gobierno hacía de la financiación de la investigación científica en los años 50 y 60.
«Hasta la muerte de Raman, éste era su instituto privado de investigación. Tenía un grupo muy pequeño de estudiantes de investigación que trabajaban con él y muy poco personal administrativo», dijo el profesor Madhusudana.
Raman tenía claro que, tras su muerte, la presidencia del IAS y la dirección del RRI podrían pasar a manos de personas distintas. Del mismo modo, el Instituto de Investigación Raman no debía seguir subordinado a la Academia de Ciencias de la India, sino gozar de autonomía y de una identidad estatutaria propia y diferenciada. Justo antes de su muerte, Raman estableció un marco para el funcionamiento del instituto, separándolo completamente de la Academia India de Ciencias y dotándolo de autonomía estatutaria. El Instituto adoptó el cambio inmediatamente después de la muerte de Raman en 1971 con el consentimiento del gobierno, y entró en una nueva era como organismo estatutario, funcionando desde 1972 con subvenciones anuales recibidas del Departamento de Ciencia y Tecnología, Gobierno de la India.

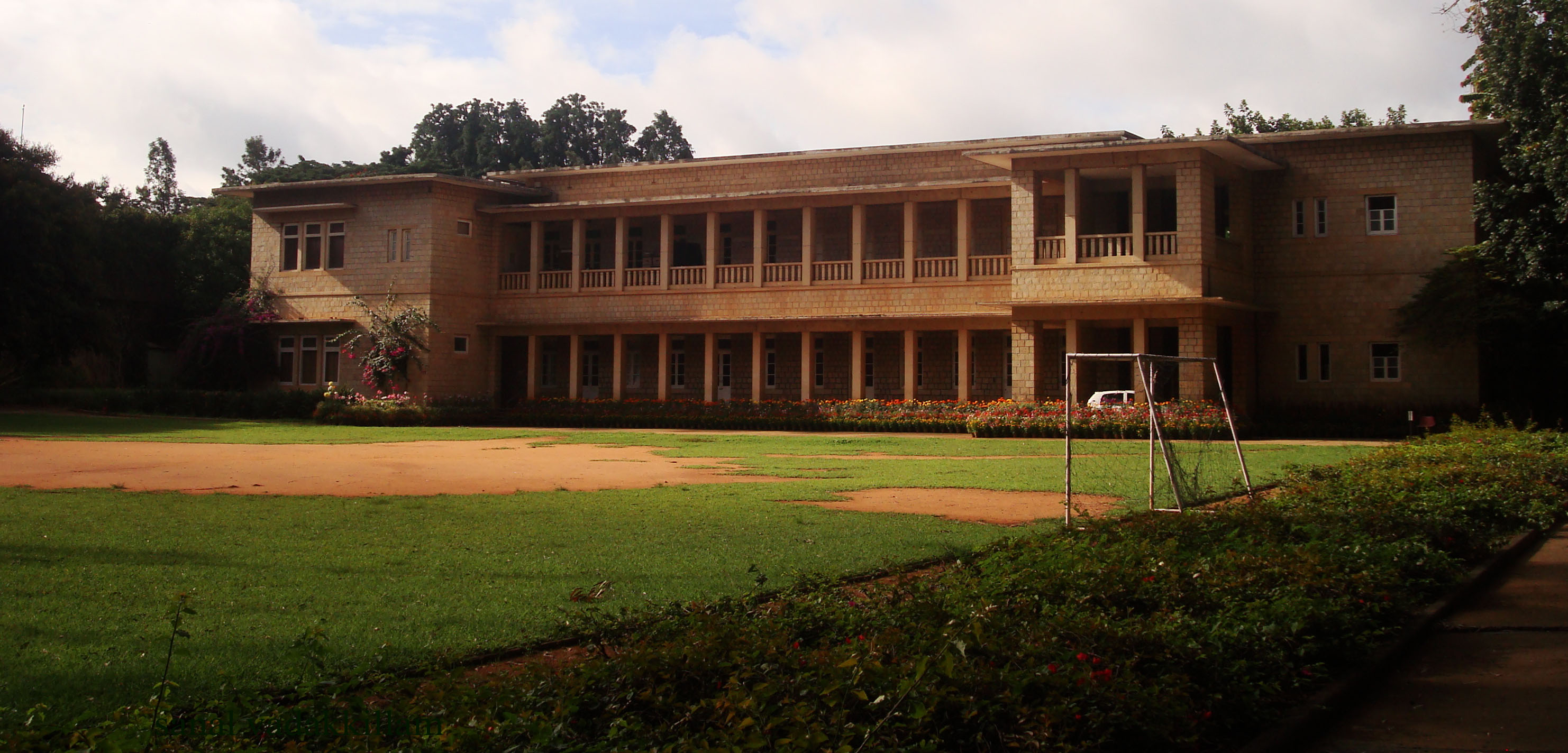
Instituto de Investigación Raman

## Áreas de investigación
Las principales áreas de investigación son:
- Astronomía y Astrofísica
- Física Teórica
- Física de la luz y la materia
- Física de la materia condensada blanda